# Țela, Arad
Țela este un sat în comuna Bata din județul Arad, Banat, România.

## Istoric
Țela, localitate care aparține comunei Bata, este situată la 4 km distanță pe ruta Bata – Săvârșin.
Este un vechi sat românesc despre a cărui istorie modernă s-a scris că a început către anul 1740, fiind întemeiat de niște haiduci retrași în adâncul dealurilor și pădurilor, dar care au luptat împotriva atacurilor otomane.
Călugării franciscani de la Mănăstirea  “Sf. Maria Radna” hotărăsc înființarea unor parohii catolice pe Valea Mureșului. Astfel, satul Țela devine în anul 1737 parohie catolică pentru toți credincioșii împrăștiați de  “pârjolul” turcesc în toată Valea Mureșului. Primul paroh, călugărul Csuros Joszef, a fost omorât de tâlhari la numai câteva zile după instalarea în această abație. Un alt paroh, Valovich Mihai, a vrut să zidească o biserică în Țela și a aflat de la locuitori că ar putea găsi materiale de construcție în ruinele Mănăstirii din Bulci.
Este rechemat la Radna și în locul său este trimis călugărul Berecky Hilarion, care mută sediul parohiei din satul Țela în satul Bulci.
Satul vechi se întindea pe deal, în partea de sud de actualul loc. Pe vatra de acum, satul Țela se găsește din anul 1800.
În cimitirul satului există o capelă ridicată de către Toma Găletariu, cel mai înstărit țăran din Valea Mureșului, spre sfârșitul secolului al XIX-lea.
Povestea acestui  “chiabur ” este uimitoare și neobișnuită. Povestașii spun că Toma, fecior tânăr și frumos, dar cam sărac, a plecat de acasă, să se înroleze în armată. Dar a nimerit în ceata lui Pătru Mantu, vestit haiduc bănățean din Bolvașnița de Caransebeș. După un  “atac” asupra gărzilor imperiale austro-ungare de la Garnizoana din Timișoara, doi ofițeri au venit într-o noapte la el acasă, în Țela, lăsându-i două cufere militare în păstrare,  “pricindu-i” să nu le deschidă până vin ei să le recupereze, că altfel va fi împușcat. Toma Găletariu rabdă aproape un an, dar curiozitatea îl împinse într-o zi să vadă ce-o fi în cufere. Mare îi fusese mirarea când într-unul găsi muniție și arme militare, iar celălalt tirosit de galbeni cu capul împăratului Franț Joszef. Le închisese cu grijă și le mai ținu îngropate încă un an în cimitir, dar nici atunci nu veni nimeni după ele. Își luă inima în dinți și hotărî să le folosească pentru sine. Cu galbenii își cumpără o trăsură pompoasă și patru cai albi, întocmai ca Mocioni, baronul de la Bulci. Mai cumpără pământ, sute de jugăre și animale de toate felurile, făurindu-și o gospodărie boierească. Frumos era din naștere. Peste noapte deveni și bogat. Așa că îl bătu gândul către însurătoare. Dar cum gologan la gologan trage și cum nu le poți nimeri pe toate bune, alese o bogătană văduvă, mai bătrână cu mult ca el și cu copii după ea. Aceasta  “mâncă” ban cu ban de pe el, până se goli cufărul. Mai rămăseseră muniția și armele, o altă mică avere, pe care le vându haiducilor. Cu o parte din banii câștigați ridică o capelă în cimitirul satului, pe locul unde ascunsese cufărele cu comori. Plăti un pictor de la Lugoj să-i zugrăvească chipul pe unul din pereții capelei, ca să rămână Toma Găletariu acolo pentru posteritate, c-așa făceau bogătașii vremii. Sfârșitul său se întrezări a fi cât se poate de tragic. Într-o noapte, nevasta și fetele l-au ademenit să le spună unde ține cufărul cu galbeni și după ce aflară l-au omorât, turnându-i otravă în ulciorul cu vin din care se înfrupta spre a sărbători terminarea criptei. Văduva și fetele se mutară din Țela, îndată după înmormântare pierzându-li-se urma prin satele bănățene. Peste ani, averea lui Toma Găletariu intră în posesia fratelui mai mic și a familiei lui. Aceasta o gospodări cu chibzuință, vânzând câte o bucată de pământ numai când trebuia să meargă fiecare copil la școlile cele înalte, devenind profesori, avocați, ingineri. Astfel, urmași preschimbară vrajba comorii coborâte peste noapte în casa lui Toma Găletariu în demnitate și propășire. Cu căciula brumărie pe-o sprânceană, cu fața rumenă și mustața neagră, în straie bănățene, aievea cu chipul lui Iancu, craiul Munților Apuseni, Toma Găletariu ne privește semeț din cripta de la Țela, sfidând norocul și eternizând timpul.

## Personalități
- Toma Becichereu (1883 - 1938), deputat în Marea Adunare Națională de la Alba Iulia 1918

## Imagini

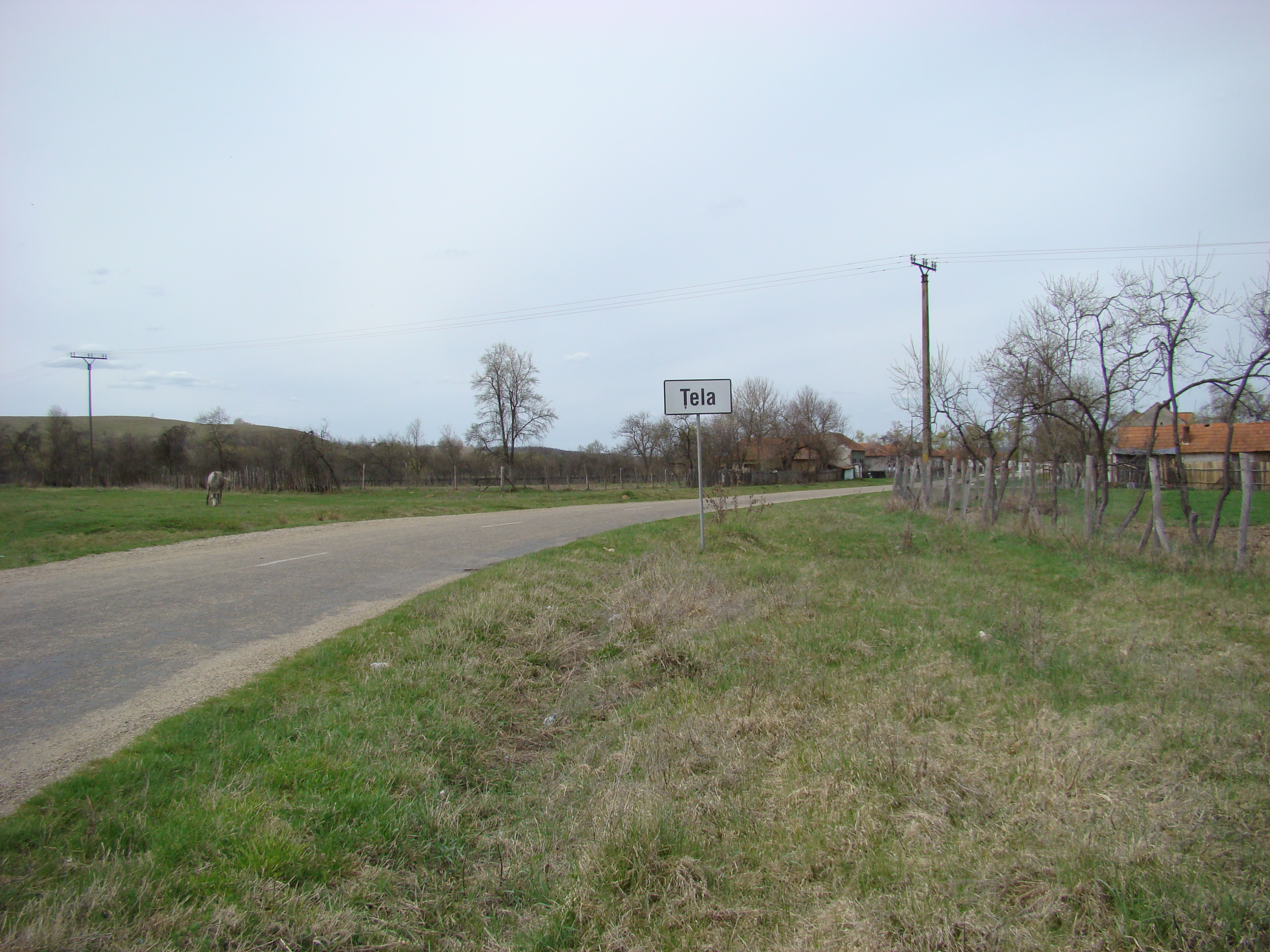
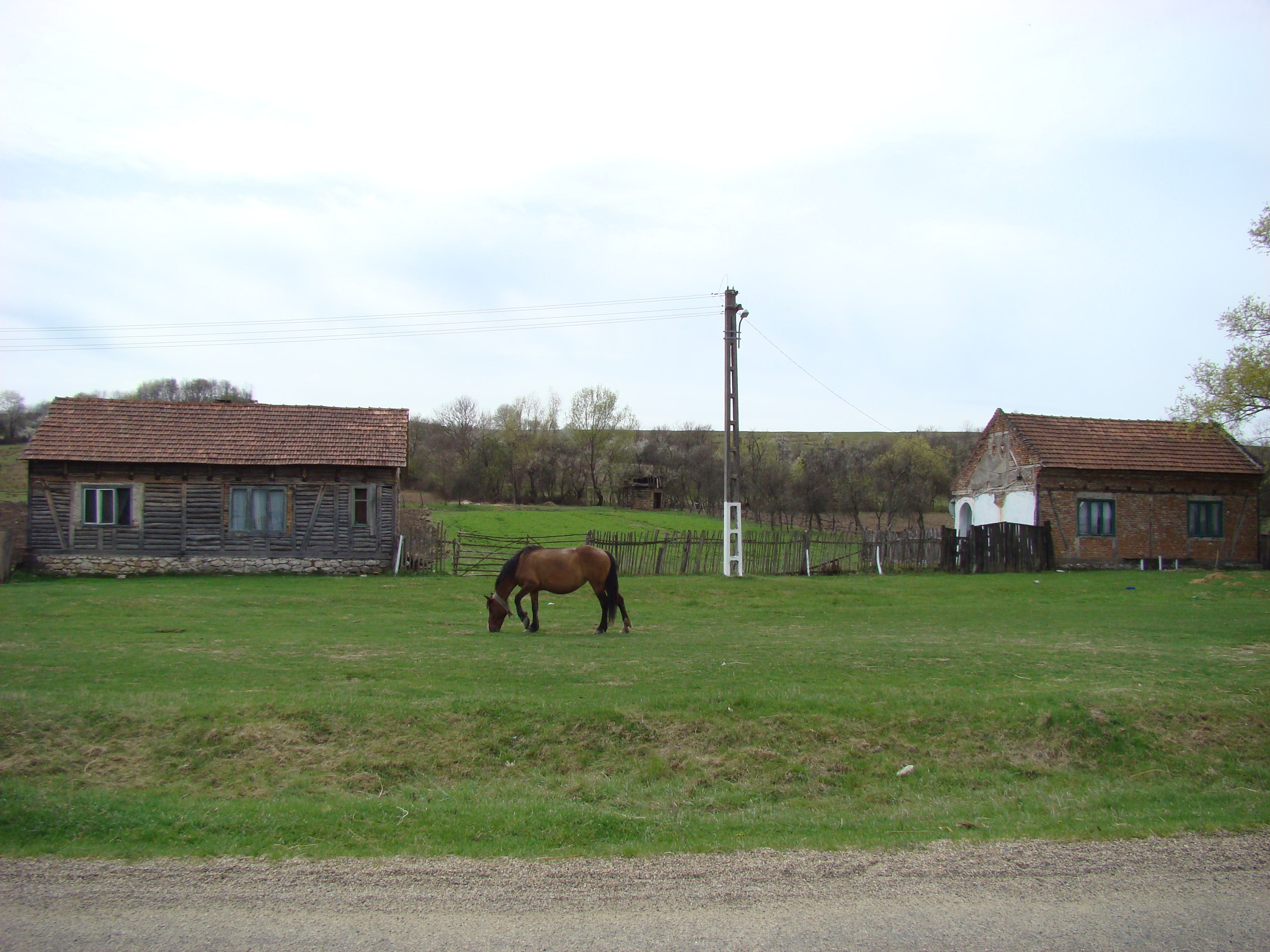